# 路易斯維爾鎮區 (伊利諾伊州克萊頓)
路易斯維爾鎮區（英語：Louisville Township）是位於美國伊利諾伊州克萊縣的一個行政鎮區。

## 地方資料
根據2010年美國人口普查的數據，路易斯維爾鎮區的面積為94.90平方千米，當中陸地面積為94.30平方千米，而水域面積為0.60平方千米。當地共有人口1600人，而人口密度為每平方千米16.86人。